# Sharif Ahmed
O xeque Sharif Sheikh Ahmed (em somali: Sheekh Shariif Sheekh Axmed; em árabe: الشيخ شريف شيخ أحمد) (Mahadai, 25 de julho de 1964) foi o sétimo presidente da Somália
 e comandante-oficial do Conselho Supremo das Cortes Islâmicas (ICU).
Ahmed nasceu na província de Shabeellaha Dhexe e estudou em universidades líbias e sudanesas. Trabalhou como professor secundarista de geografia, árabe e estudos religiosos. Fala árabe, somali e inglês.

## Eleição presidencial em 2009
Com o começo do primeiro turno da votação, inúmeros candidatos desistiram, aumentando, então, a especulação de que o voto seria uma escolha entre Nur Hassan Hussein e Sharif Ahmed. No primeiro turno, Sharif Ahmed obteve 215 votos, Maslah Mohamed Said 60 e Nur Hassan Hussein 59. Diante do resultado, Nur Hassan Hussein retirou sua candidatura, reconhecendo, desta maneira, a eleição de Sharif Ahmed para presidente.
No último turno das eleições presidenciais, Ahmed venceu com 293 votos.
Foi juramentado em 31 de janeiro de 2009.